# Anus
Pour les articles homonymes, voir Anus (homonymie).
L'anus, en anatomie, est l'orifice terminal du tube digestif. 
Sa principale fonction est d'évacuer périodiquement les résidus de la digestion.

## Terminologie
Le substantif masculin,, « anus » (prononcé : [anys] ) est attesté au XIVe siècle : d'après le Trésor de la langue française informatisé, sa plus ancienne occurrence se trouve dans la Chirurgie d'Henri de Mondeville, achevée en 1314. C'est un emprunt au latin anus,,, proprement « anneau »,, attesté au sens d'orifice extérieur du rectum depuis Cicéron, Epistulae ad familiares, 9, 22, 2.

## Anatomie

Coupe frontale passant par le canal anal et le rectum.

Chez l'être humain, l'anus se situe au niveau du périnée, en arrière de la partie inférieure des organes génitaux externes, c'est-à-dire la base du pénis chez l'homme et la vulve chez la femme. L'anus est l'orifice externe du canal anal. Sa paroi est constituée de peau. Sa vascularisation est assurée par les artères rectales inférieures et les veines rectales inférieures. Son innervation est assurée par les nerfs rectaux inférieurs.

## Physiologie
Chez l'être humain, l'anus contrôle l'expulsion d'excréments et gaz produits à partir du bol alimentaire durant le processus de digestion. La majeure partie du temps, les sphincters sont fermés et permettent l'accumulation des matières fécales dans le rectum. Lors de la défécation, les sphincters s'ouvrent et laissent passer le contenu du rectum.
Chez l'être humain à la naissance, le sphincter anal s'ouvre indépendamment de la volonté. Le contrôle est acquis plus tard, au cours de la petite enfance ; on parle d'apprentissage de la propreté.
Chez certains animaux (oiseaux, reptiles, amphibiens), il ferme le cloaque mais joue aussi un rôle particulier dans l'expulsion de divers déchets alimentaires (restes d'os, d'écailles, arêtes, de griffes, dents, ou encore de graines et autres éléments indigestes de leur alimentation, dont coprolithes), dans la reproduction (copulation chez les espèces disposant d'un cloaque), dans l'expulsion des œufs (ou des jeunes dans le cas d'espèces ovo-vivipares), ou encore - via des glandes spécifiques - dans la reconnaissance olfactive interindividuelle ou interspécifique (entre espèces différentes, cf. marquage visuel (par des excréments) ou olfactif du territoire) des individus ou espèces.
Les amphibiens, reptiles et oiseaux utilisent l'anus pour à la fois excréter leur urine et leur matière fécale (sous forme d'un mélange (la fiente) chez les oiseaux). 
Chez ces mêmes espèces l'anus contrôle la fermeture du cloaque qui est à la fois le réceptacle commun des voies sexuelles, urinaires et du colon. 
L'anus de quelques mammifères monotrèmes ferme également un « cloaque », supposé être une « relique anatomique » héritée des plus anciens amniotes par les thérapsides, ancêtres des mammifères. 
Certains marsupiaux disposent de deux orifices, l'un excrétant les déchets solides et liquides de l'intestin et du rein, l'autre utilisé pour la reproduction (vagin chez la femelle et pénis chez le mâle). 
Sauf anomalie congénitale, les femelles des mammifères placentaires ont toujours trois orifices séparés pour déféquer, uriner, et se reproduire, alors que les mâles ont un orifice (l'anus) pour la défécation et un autre utilisé à la fois pour la miction et la reproduction.

## Évolution et embryologie

Formation de l'anus chez les proto- et deutérostomiens.

L'apparition et l'évolution de l'anus sont des étapes importantes dans l'histoire évolutive du vivant et de la digestion, chez les animaux multicellulaires.
L’anus est considéré comme l’une des innovations les plus importantes des 540 derniers millions d'années d'évolution animale, car une bouche et un anus séparés permettent d’excréter tout en mangeant ou digérant. Cela évite aussi de faire remonter d’éventuels contaminants ou biocontaminants fécaux (une bactérie pathogène par exemple) vers la bouche.
Les biologistes ont longtemps pensé que les premiers animaux et/ou leur ancêtre unique avaient tous un orifice unique faisant à la fois office de bouche, d’anus et de pore génital, de même pour leurs descendants contemporains (éponges, anémones et méduses), avant que d’autres espèces (comme les vers de terre) aient acquis une bouche et un anus séparés. 
En fait, l'apparition de l'anus semble s'être produite au moins deux fois au cours de l'évolution, et en suivant des chemins évolutifs différents ; chez les protostomiens et les deutérostomiens.
Cette fonction nouvelle a été accompagnée d'autres développements évolutifs importants : 
- apparition d'un plan bilatérien du corps,
- apparition d'un cœlome (cavité interne structurée en un système circulatoire), généralement contractile,
- (chez certains animaux), apparition d'un squelette hydrostatique, qui a permis chez des vers fouisseurs le métamérisme (corps construit d'unités répétées, dont certaines peuvent ensuite se spécialiser) ; par exemple la tête de nombreux arthropodes résulte de la fusion, de plusieurs segments (métamères) spécialisés.

Récemment (2016) des vidéos ont montré de manière fine la digestion de poissons ou crevettes chez deux espèces marines gélatineuses de pleine eau (Mnemiopsis leidyi et Pleurobrachia bachei). Ces deux cnétophores (ou « cténaires ») appartiennent à une lignée très ancienne d’animaux (apparus bien avant l'apparition supposée de l'anus) et n'étaient pas eux-mêmes considérés comme dotés d'un anus. Ces vidéos ont été présentées aux spécialistes de ces espèces le 15 mars 2016 à St. Augustine (Floride) lors d’une rencontre scientifique internationale consacrée aux cnétophores (rencontre dénommée Ctenopolooza). William Browne (biologiste évolutionniste de l'université de Miami et auteur de ces vidéos) a montré que les Cnétophores défèquent en réalité non pas par leur bouche comme on le croyait mais par des pores fermés par un sphincter, comparable à ceux des anus chez d’autres espèces.
Des évacuations de matières peut-être digestives et métaboliques par ces pores avaient déjà observées dans le passé chez des cnétophores : En particulier, un zoologiste allemand (Carl Chun) avait signalé il y a plus d’un siècle (en 1880) l’existence d’une paire de minuscules pores situés à l’opposé de la bouche à l'arrière de l'animal, pores par lesquels le cténophore pouvait sécréter une substance, mais il a également observé et dit que ces animaux déféquaient par leur bouche.
En 1997, d’autres biologistes avaient à nouveau  observé et signalé des excrétion de matière « indigestes » par ces mêmes pores. Les excrétions buccales existent bien, mais elles pourraient être des vomissements — peut être induits par une nourriture inappropriée ou distribuée en trop grosse quantité en aquarirum).
William Browne a fait consommer à ses cténophores des poissons zèbres génétiquement modifiés pour être fluorescents, ce qui permet de suivre dans le corps transparent du cnétophore le trajet et la décomposition du poisson lors de sa digestion et de suivre le cheminement de certains des déchets de la digestion. Après 2 à 3 heures de digestion, des particules indigestes étaient bien évacuées à travers les pores de arrière de l’animal.
Selon les données  phylogénétiques disponibles, les cnétophores ont évolué plus tôt que les autres lignées animales considérées comme n’ayant qu’un seul orifice à la fois oral, génital et anal, tels que les anémones de mer et les méduses, et peut-être les éponges marines (quelques études suggèrent cependant que les éponges auraient pu apparaitre en premier).
Il est possible que les cnétophores aient évolué en développant un système digestif qui leur est propre, indépendamment de tous les autres animaux, il y a des centaines de millions d'années. Il est également possible qu’un ancêtres unique des cnétophores, mais aussi anémones, méduses et éponges actuelles aient eu un ou plusieurs pores anaux puis l’aient perdu au cours de l’évolution (Matsumoto suggère qu’une anémone ou une éponge collés à un rocher ou à  un autre substrat (algue par exemple) ont tout intérêt à éjecter leurs excréments dans le milieu ambiant plutôt qu’à l’accumuler sous leur organisme. 
Browne explore actuellement cette dernière hypothèse en recherchant si les cnétophores activent lors du développement de leurs pores des gènes proches de ceux que d'autres animaux activent lors de la formation de l’anus. Si ce n’est pas le cas, cela signifierait que l’apparition de l’anus lors de l’évolution ne serait pas un évènement aussi singulier que ne l’avaient pensé jusqu’alors les biologistes.

## Utilisation médicale
L’anus constitue une voie d’accès au corps, et peut être utilisé pour des actes à visée diagnostique ou thérapeutique.
Il en constitue ainsi une voie d'exploration. À l'examen clinique, on peut utiliser un thermomètre anal pour mesurer la température corporelle. Le toucher rectal peut donner des informations sur la présence de tuméfaction, de point douloureux ou de sang au niveau du rectum. Chez l'homme, il renseigne sur la prostate ; chez la femme, sur le vagin. Il permet également l'évaluation du tonus musculaire sphinctérien. La manométrie anorectale est un examen complémentaire qui renseigne sur les pressions existantes au niveau du rectum. L'endoscopie digestive basse (anuscopie, rectosigmoïdoscopie, coloscopie) est un autre examen complémentaire permettant la visualisation de la muqueuse d'une partie de l'intestin.
L'anus constitue également une voie d'administration de traitement. Ainsi on peut administrer des médicaments sous une forme adaptée (suppositoire, lavement) ou encore traiter une lésion visualisée en endoscopie.

## Pathologies

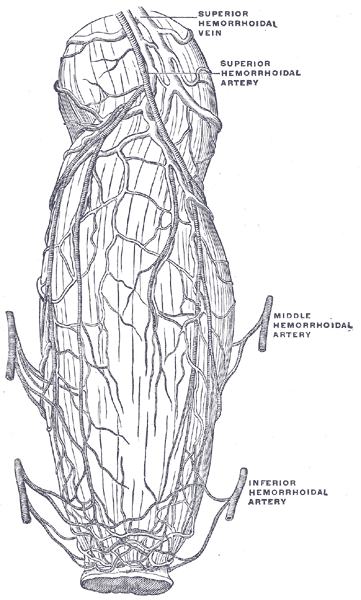
Vascularisation et anastomoses du rectum et de l’anus.

La pathologie hémorroïdaire, plus exactement l'inflammation hémorroïdaire, touchant le système veineux et artériel de la sphère ano-rectale, atteint au moins quarante pour cent des adultes.
Les symptômes peuvent être des rectorragies de sang rouge vif (non digéré) après la selle (ou plus exactement hématochézies tant que le lieu exact de saignement n'est pas détecté), un prolapsus (appelé aussi procidence) souvent désagréable (pouvant aussi gêner les mictions de la vessie, ou chez l’homme provoquer des douleurs ou inflammations de la prostate, ou chez la femme affecter aussi la voie génitale par compression, ou encore déplacer les parois anales internes vers l’extérieur en exposant les zones enflammées), une pesanteur rectale, des douleurs, des suintements.
L’incontinence fécale est une maladie, touchant le plus souvent les personnes âgées, qui se caractérise par une fuite des selles impromptue, par suite de la perte du tonus musculaire des sphincters anaux.
L’abcès anal (aussi appelé abcès ano-rectal car les causes en sont souvent similaires dans toute la région anale et rectale, la différence étant la localisation) est une infection purulente et douloureuse de la paroi anale exodermique. Les causes d’un tel abcès peuvent être des parasites intestinaux (Ténia ou vers solitaires, metondoha vulgari…), un herpès génital de type 2 ou une fissure anale. Il peut aussi se développer de façon secondaire à l’apparition d’une fistule anale, mais généralement sans en avoir la gravité, car l’abcès n’est généralement pas aussi douloureux. Il peut aussi en être la cause, si l’abcès n’est pas traité.
La fissure anale est une dégradation de la peau autour de l'anus, à la suite de l'introduction d’objet contondant (coloscopie sans les mesures d’hygiène nécessaires, pratiques sexuelles risquées : fistfucking, sodomie sans lubrifiant, etc.). 
Dans certains cas, la fissure peut être hémorragique si elle touche le système hémorroïdaire, elle provoque ainsi de grosses douleurs. La fistule anale est l’apparition d’un conduit entre le canal anal et la peau, pouvant traverser le sphincter anal, généralement causée par une infection.
Le cancer de l’anus, qui ne doit pas être confondu avec le cancer du rectum, est un cancer rare. Il se développe dans le canal anal et apparaît en général chez les personnes âgées, affectant davantage les femmes que les hommes. Il affecte un de ses trois types d’épithéliums, chacun pouvant être atteint d’un type de cancer particulier.
Le plus fréquent est appelé cancer épidermoïde, il peut apparaître sous forme d’un bourgeonnement externe plus ou moins ulcéré. Certains cas ressemblent à une fissure ou encore sont confondus quelquefois avec des hémorroïdes. Comme pour le cancer du col utérin, il existe un lien entre l'infection à HPV et cancer de l'anus.
Diverses malformations congénitales (malformation ano-rectale) sont possibles, impliquant parfois l'absence totale de communication avec le colon (atrésie anale ou rectale autrefois dite « imperforation de l'anus », qui fait notamment partie du syndrome de VACTERL). L'imperforation peut être complète ou partielle, de forme haute ou basse, avec ou sans communication du colon avec le vagin chez la fille et l'urètre chez le garçon.

## Pratiques sexuelles
L'anus est parfois utilisé dans le cadre de pratiques sexuelles telles que la sodomie, l’anulingus ou le fisting. 
La région anale est une zone érogène, mais elle n’est pas aussi spontanément érogène que les organes génitaux.